# Stuart Dybek
Stuart Dybek (10 april 1942) is een Amerikaanse schrijver van proza en poëzie.

## Biografie
Dybek, een Poolse Amerikaan van de tweede generatie, werd geboren in Chicago en groeide daar op in de jaren vijftig en begin jaren zestig. Hij behaalde een MFA aan de Iowa Writers' Workshop aan de Universiteit van Iowa. Hij heeft een MA in literatuur van de Loyola-universiteit Chicago.
Dybek wordt vaak vergeleken met Saul Bellow en Theodore Dreiser vanwege zijn unieke weergave van omgeving en landschappen. Hij is "een van de eerste schrijvers van Poolse afkomst (die schrijven over het etnische zelf) die nationale erkenning krijgen".
Na meer dan dertig jaar les te hebben gegeven aan de Western Michigan University werd Dybek Distinguished Writer in Residence aan de Northwestern-universiteit.

## Werk
Dybeks twee dichtbundels zijn Brass Knuckles (1979) en Streets in Their Own Ink (2004). Zijn fictie omvat Childhood and Other Neighborhoods, The Coast of Chicago, I Sailed With Magellan, een roman-in-verhalen, Paper Lantern: Love Stories en Ecstatic Cahoots: Fifty Short Stories. Zijn werk is in bloemlezingen verschenen en is verschenen in tijdschriften als Harper's, The New Yorker, Atlantic Monthly, Poetry, Tin House, Ploughshares en Triquarterly.
Zijn collectie, The Coast of Chicago, werd geselecteerd als een 'Opmerkelijk boek van de New York Times' en aangehaald als een 'Opmerkelijk boek van de American Library Association' van 2005. Een verhaal uit I Sailed With Magellan, getiteld "Breasts", verscheen in de 2004 'Best American Short Stories'.
Dybek nam deel aan de Michigan Writers Series aan de Michigan State University, waar hij voorlas uit zijn werk.
Dybek is onder meer onderscheiden met een Lannan Prize, een PEN/Malamud Award (1995), een Whiting Award (1985), een Guggenheim fellowship en meerdere malen met een O. Henry Award. Dybek werd op 25 september 2007 bekroond met een MacArthur Fellowship.

### Romans en verhalenbundels
- Childhood and Other Neighborhoods: Stories. Viking Adult (1980). ISBN 978-0-67021-618-5.
- The Coast of Chicago: Stories. Knopf (1990). ISBN 978-0-39457-449-3. In het Nederlands uitgebracht als Chopin in de winter, uitgeverij Amber, 1991. Vertaling Babs van Hasselt en Pieter Jan Stokhof ISBN 90-5093-121-9
- I Sailed with Magellan. Farrar, Straus and Giroux (2003). ISBN 978-0-37417-407-1.
- Ecstatic Cahoots: Fifty Short Stories. Farrar, Straus and Giroux (3 June 2014). ISBN 978-0-374-71055-2.
- Paper Lantern: Love Stories. Farrar, Straus and Giroux (3 June 2014). ISBN 978-0-374-14644-3.

### Poëziecollecties
- Brass Knuckles. University of Pittsburgh Press (1979). ISBN 978-0-82293-399-1.
- Streets in Their Own Ink. Farrar, Straus and Giroux (2004). ISBN 978-0-37427-095-7.
- "Gebed / X-1 Experimental Fiction Project / The Smith: 1976 / 49-52